# 본사

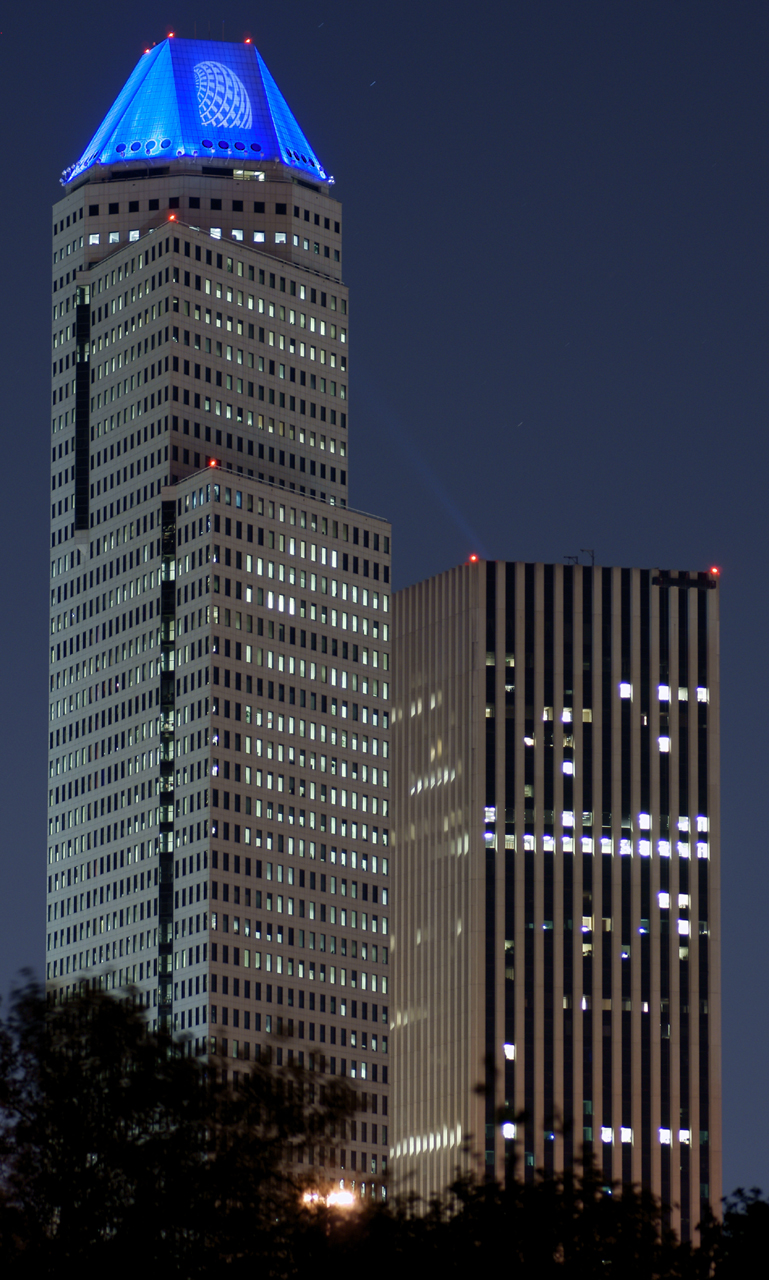
콘티넨탈 센터 I

본사(本社)는 기업의 여러 사업소 중 가장 경영상의 업무가 집중하고 있는 경영상의 핵심 사업장이다. 영업상의 주축이 되는 점포 등을 뜻하는 본점(本店)과는 다르다.
본사는 전략 계획, 기업 커뮤니케이션, 세금, 법률, 기록부, 마케팅, 재무, 인적 자원 및 정보 기술과 같은 중요한 업무를 처리하는 기업 구조의 일부이다. 본사는 기업의 전반적인 성공을 책임지고 기업 지배 구조를 보장한다. 기업의 경영진이 근무하고 많은 주요 비즈니스 결정이 이루어지는 장소인 본사라고도 한다. 일반적으로 본사는 사업을 운영할 때 핵심 역할을 한다. 본사에는 다음이 포함된다. "기업 정책 결정" 기능: 기업 정책을 정의하고 수립하여 회사를 운영하는 데 필요한 모든 기업 기능을 포함한다. 기업 서비스: 내부(때로는 외부) 고객 및 비즈니스 파트너에게 서비스를 제공하기 위해 전문 지식, 모범 사례 및 기술을 기반으로 제공되는 전사적으로 필요한 특정 지원 서비스를 결합하거나 통합하는 활동 인터페이스: 보고 회선 및 본사와 사업부 간의 양방향 링크. 대부분의 다른 부서 및 지점은 본사에 보고하며 직원은 교육 또는 기타 지침을 위해 주기적으로 그곳을 방문할 수 있다." 기업 서비스는 종종 공유 서비스 센터라는 별도의 법인으로 이전된다. 연구에 따르면 회사가 본사가 있는 도시는 사업 관행 및 기업 자선 기부를 포함하여 회사의 활동에 중대한 영향을 미친다.